# Piła (struga)
Piła (Leguncja, Ligancja, Potok Świniowicki, Ligendzie, niem. Piela, Pielagraben, Liganzie-Graben) – struga, lewobrzeżny dopływ Małej Panwi o długości 14,64 km; trzeci co do wielkości (po Małej Panwi i Stole) ciek gminy Tworóg. Jej źródło bije nieopodal Kopienicy. Stamtąd płynie przez Wojskę i Świniowice, by w Krupskim Młynie wpaść do Małej Panwi.